# MySims
MySims is een strategie- en levenssimulatiespel dat ontwikkeld is door EA Games voor Nintendo DS, Wii en pc. Het is gebaseerd op De Sims-spellen van Maxis.

## Gameplay
MySims bestaat grotendeels uit opdrachten voltooien. De speler kan onder andere vissen, meubels maken, huizen bouwen & decoreren, en bomen planten & omhakken.

### Speelvlaktes
De speler kan huizen bouwen op verschillende terreinen:
- De Stad
- Het Bos (vanaf 1 ster)
- De Woestijn (vanaf 2 sterren)
- De Zee (vanaf 3 sterren)

## Opvolgers
Wii en Nintendo DS:
- MySims Kingdom
- MySims Party
- MySims Racing
- MySims Agents

Wii, Nintendo DS, PlayStation 3 en Xbox 360:
- MySims SkyHeroes